# KY Cygni
KY Cygni é uma estrela supergigante vermelha (classe espectral M3.5Ia), localizada na constelação de Cygnus, ou Cisne. É uma das maiores estrelas conhecidas, a cerca de 1.000 vezes ou mais o diâmetro do Sol, e é também uma das mais luminosas, com cerca de 150.000 vezes ou mais luminosidade do que o Sol. Fica aproximadamente 4.700 anos-luz de distância da Terra.
A estrela se classifica como uma variável irregular lenta. Seu brilho varia entre as magnitudes 10,5 e 11,8. Acredita-se que KY Cygni tenha seu brilho diminuido em 7,75 magnitudes devido à extinção interestelar. KY Cygni está próxima ao aglomerado aberto NGC 6913, mas acredita-se que não seja um membro.
A temperatura de superfície de KY Cygni é de cerca de 3.500 Kelvin (3.200 °C). Um modelo ajustado com base no brilho infravermelho da banda K fornece uma luminosidade de 273.000 L☉. Isso corresponde a um raio de 1.420 R☉ utilizando a temperatura. Outro modelo baseado na luminosidade visual fornece uma luminosidade anormalmente grande, de 1.107.000 L☉, com a diferença devida principalmente às suposições sobre o nível de extinção. Isso corresponde a um raio anormalmente grande, 2.850 R☉. Esses parâmetros são muito maiores e do que os esperados para uma qualquer supergigante vermelha, o que os torna duvidosos. Uma estimativa mais recente coloca a luminosidade de KY Cygni em apenas 150.000 L☉, o que também corresponde a um raio menor, de 1.032 R☉.